# 交響曲第4番 (タネーエフ)
交響曲第4番 ハ短調 作品12は、ロシアの作曲家、セルゲイ・タネーエフが1898年に作曲した交響曲。

## 作曲の経緯
タネーエフは、1875年から1898年にかけて4曲の交響曲を書いたが、作品番号が付けられ、かつ作曲者の生前に出版されたのは、1898年に書かれた本作のみであった（1901年に「第1番」として出版）。現在は作曲順に番号が振られており、最後に作曲された本作が第4番となっている。

## 初演
1898年3月21日、サンクトペテルブルクにおいて、アレクサンドル・グラズノフの指揮で初演された。
なお、この作品はグラズノフに献呈されている。

## 編成
フルート3（うち1本はピッコロ持ち替え）、オーボエ2、クラリネット3、ファゴット2、コントラファゴット1、ホルン4、トランペット3、トロンボーン3、チューバ1、ティンパニ、トライアングル、小太鼓、シンバル、弦楽五部。
トライアングル、小太鼓、シンバルは第4楽章でのみ用いられる。

## 作品の概要
対位法を駆使し、作曲者の円熟した語法が見られる作品で、循環形式を用いて書かれている。
演奏時間は、第一楽章の繰り返しを含めて約40分。

### 第1楽章
Allegro molto、ハ短調、4分の3拍子、ソナタ形式。
弦楽器のユニゾンとトロンボーン、チューバにより、「C→G→Fis」という「循環主題」が叩き付けるように提示される。もう一度循環主題を叩き付けると、チェロ、コントラバスとオーボエ、ファゴットで、短い動機の掛け合いとなる。次第に厚みを増して盛り上がって行った頂点で、第1主題が高らかに提示される。音量が落ちて行くと、変イ長調の息の長い第2主題が、チェロとコントラバスに現れ、次いでフルートに受け渡される。提示部の最後に反復記号が付けられているが、その前のかなり長い部分が「反復記号括弧」の形をとっており、反復なしで演奏した場合、音楽内容や演奏時間が大きく異なる結果となる。1番括弧の中盤で、変イ短調の、特徴的な第3主題が現れる。2番括弧から、展開部に入り、転調を重ねながら、第3主題と第1主題を中心に、動機が徹底して展開される。金管楽器が循環主題を吹き鳴らすと、激しい盛り上がりを見せ、第1主題が再現されて再現部に突入する。第2主題はハ長調、第3主題はハ短調で再現され、ハ短調で勢いよく曲を閉じる。

### 第2楽章
Adagio、変イ長調、4分の2拍子、ABAの3部形式。
ホルンとヴァイオリンで、A部分の主要主題が提示される。この主題の冒頭は、循環主題の変形となっている。弦楽器のピッツィカートの伴奏で木管楽器が歌う部分、金管楽器主題の重々しく静かなコラールを経て、ピウ・モッソとややテンポを速め、チェロ、コントラバスの細かく激しい動きの旋律と、ヴァイオリン、ヴィオラのシンコペーションがぶつかりあうB部分に入る。オーボエに、歌謡的な旋律が表れるが、再び低弦の旋律が回帰する。牧歌的な木管楽器と弦楽器の掛け合いを経て、木管楽器のオブリガートを伴って、A部分の旋律がチェロに回帰し、大きなクライマックスの後に音量を落としてゆき、弦楽器のピッツィカートと木管楽器主体の響きとなり、最後はヴァイオリン・ソロが上昇して消えてゆく。

### 第3楽章
スケルツォ。Vivace、ヘ長調、8分の6拍子、ABAの3部形式。
オーボエに、無窮動的なスケルツォ主題が提示される。細かい掛け合いから、全合奏まで一気に盛り上がり、すぐに静かな音楽となる。シンコペーションを多用し、また、半音階的に転調を重ねてゆく。突然、4分の2拍子のトリオ部分に入り、弦楽器に第2楽章のA部分の主題が再現される。トリオ部分は、第2楽章の回想が中心となり、盛り上がって行った頂点でスケルツォに回帰する。最後は静かに消えてゆく。

### 第4楽章
Allegro energico〜Molto maestoso、ハ短調〜ハ長調、2分の2拍子（4分の6拍子）変則的なロンド形式。
フルート、クラリネット、ヴァイオリンで、勢い良く行進曲風の主題が提示される。これは、第1楽章第1主題の回想である。対位法的に音楽が進んでゆくと、突然、ヴァイオリンとヴィオラで、変ホ短調のどっしりとした主題が提示される。再び第1の主題が中心の音楽となり、しばらく後にヘ短調で第2の主題が再現される。低弦に、第1楽章第2主題のリズム動機が現れると、突然音楽は断ち切られる。
Molto maestosoのコーダは、第1楽章第2主題を高らかに響かせて開始される。転調を重ねつつ、第2楽章の主題も回想され、循環主題が金管楽器群に登場すると、力強い和音連打となり、ハ長調で晴れやかに曲を締めくくる。